# Урал (мотоцикл)

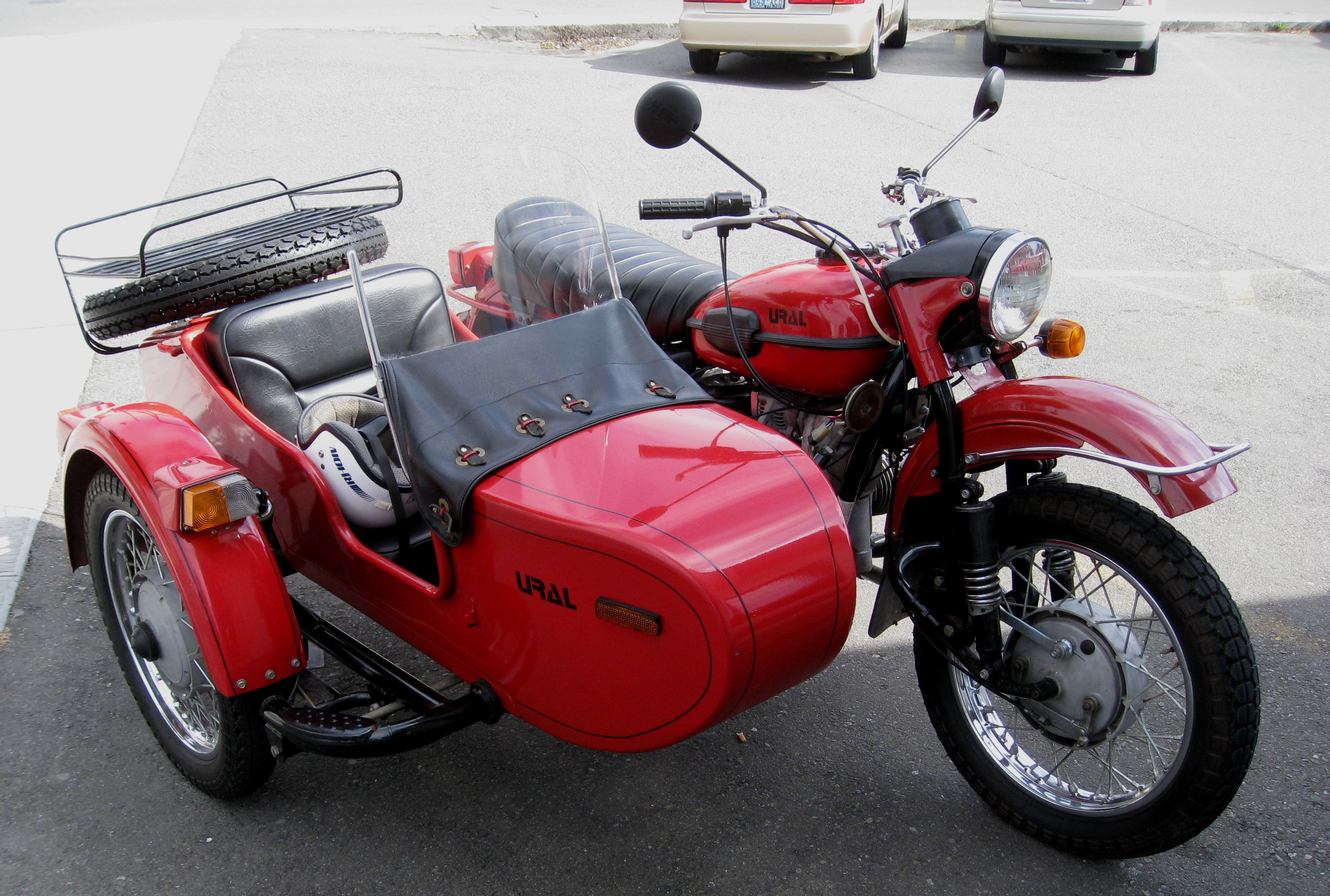
Мотоцикл «Урал» с коляской

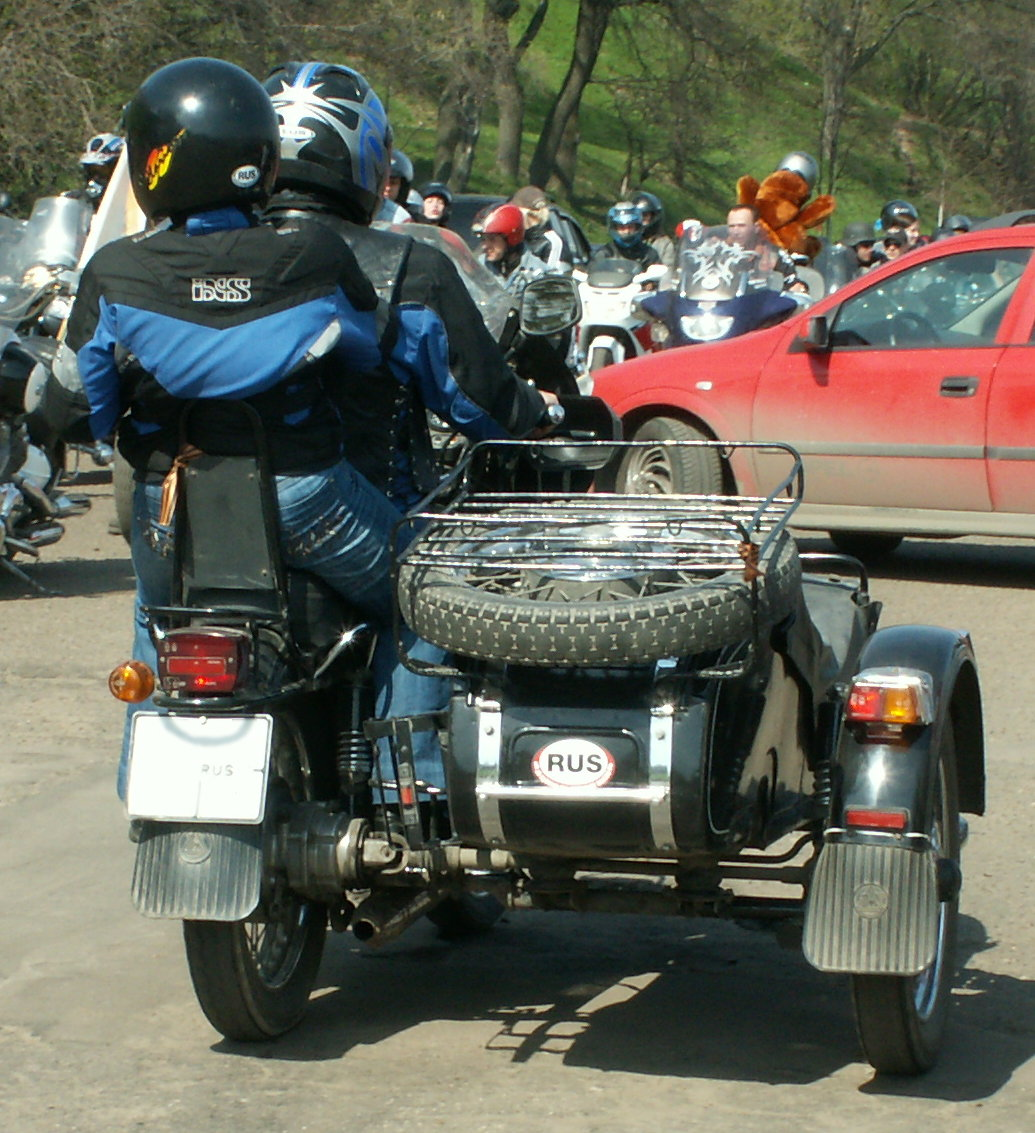
Мотоцикл «Урал» с коляской

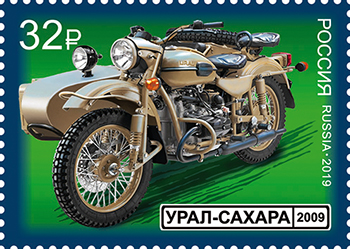
Мотоцикл «Урал-сахара» на почтовой марке России 2019 года из серии «История отечественного мотоцикла»

«Ура́л» — советский и российский тяжёлый мотоцикл, выпускаемый на Ирбитском мотоциклетном заводе (Свердловская область, г. Ирбит). 
В подавляющем большинстве случаев эксплуатируется с коляской. Выпускаются модели мотоцикла как с приводом на колесо коляски, так и без него; привод колеса коляски — отключаемый, бездифференциальный. 
«Урал» является дальнейшим развитием мотоцикла М-72, являвшегося, в свою очередь, копией немецкого мотоцикла BMW R71.
В 2013 году выпускались следующие модели:
- с коляской: «Урал-T», «Турист», «Патруль 2WD», «Gear-UP», «Ретро»[1];
- одиночки (без коляски): «Ретро Соло» и «Соло sT»[1].

Данные мотоциклы оснащены четырёхтактным оппозитным двухцилиндровым двигателем объёмом 750 см³ мощностью 41 л. с. (30 кВт) (BMW), 4-ступенчатой КПП с задним ходом и карданным приводом заднего колеса.

## Список моделей

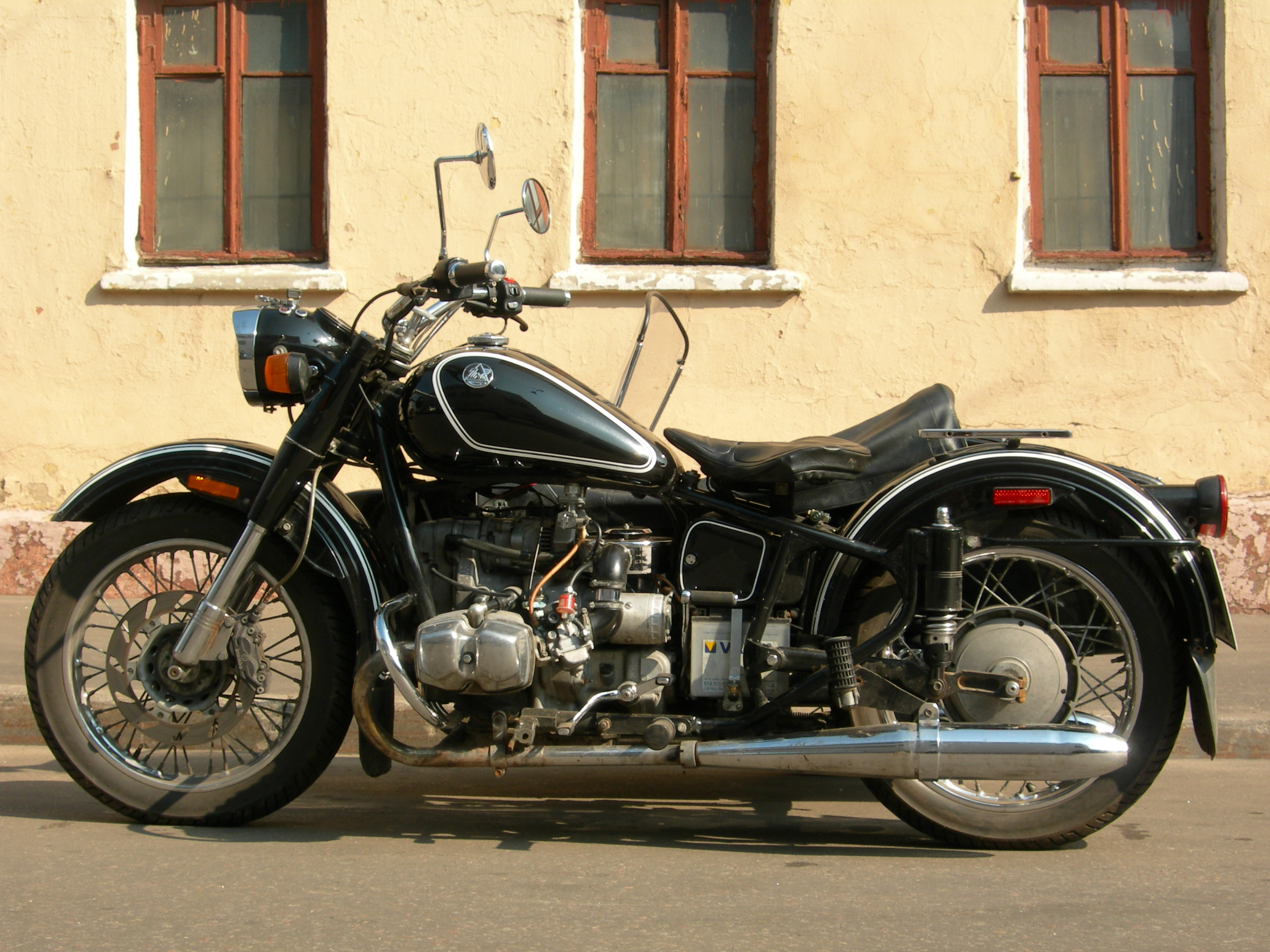
Мотоцикл «Урал» Ретро

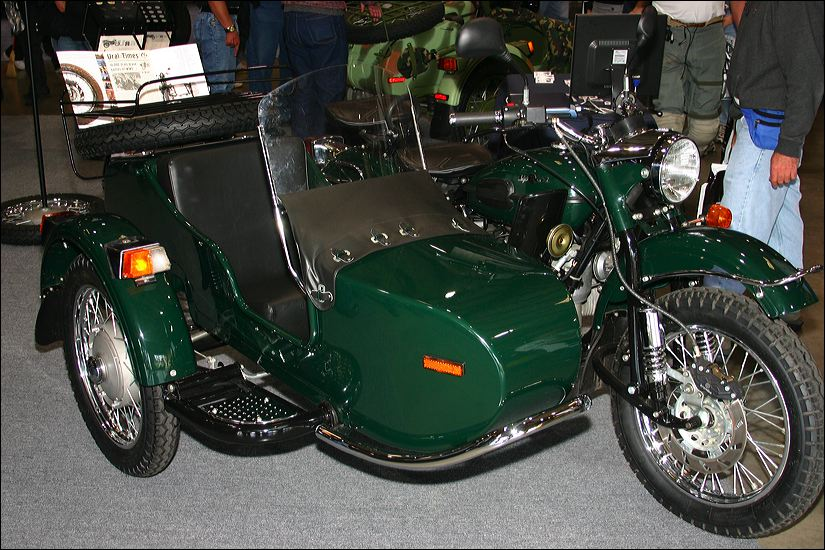
Мотоцикл «Ural» Patrol

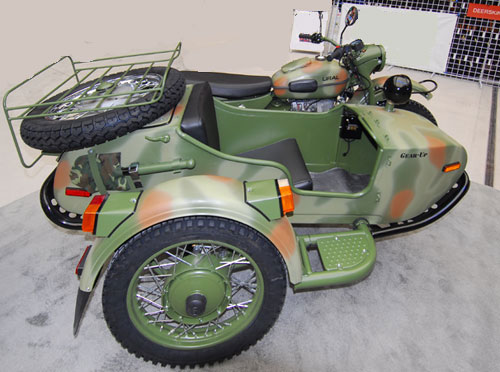
Мотоцикл «Урал» GEAR-UP

### Дорожные мотоциклы
- ИМЗ М-72 (1940—1961) — первый мотоцикл ирбитского завода, копия BMW R71, на протяжении всего выпуска модернизировался, последняя модель получила даже короткорычажную вилку и алюминиевые ступицы колёс;
- ИМЗ М-52 (одиночка) (1950—1957 годы) — модель с ходовой от М-72 и двигателем 500 см³. Выпущена только ограниченная партия в 678 мотоциклов. Это редчайший красивый советский серийный мотоцикл. В начале 50-х годов ЦКБ мотоциклостроения в Серпухове получил задание провести проектно-исследовательские работы, для разработки двух типов дорожных мотоциклов с оппозитными двигателями рабочим объёмом 500 см³, унифицированных с выпускавшимися тогда серийно М-72[3]. В проекте участвовали и два мотозавода, делавшие М-72 — ирбитский и киевский. Примечательно, что на Ирбитском мотозаводе запустили в производство «пятисотку», максимально унифицированную с М-72, а на Киевском — абсолютно новую машину[3]. Первый опытный М-52 получил новый верхнеклапанный двигатель, спроектированный в ЦКБ и новую переднюю вилку с выносом оси и пружинами, расположенными внутри перьев вилки, а не снаружи, как было на М-72.[3] М-52 так же получил новые карбюраторы, которые были специально спроектированы для этого двигателя и получили индекс К-52[3]. Примечательно, что конструкция К-52 был схож по конструкции с немецкими BING, применявшихся на BMW R-51/3[3]. В 1957 году началось производство спортивных модификаций М-52С и М-52К[3]. Где «С», модификация для шоссейно-кольцевых гонок, а «К»- кроссовая модификация.
- ИМЗ М-61 (1957—1963) — переходная модель с ходовой от М-72 и новым двигателем (650 см³), увеличен ход передней вилки и задней подвески. Передняя вилка изменена. Облегчена экипажная часть;
- «Урал» М-62 (1961—1965) — новая коробка передач, увеличенные ходы подвески, введено автоматическое опережение зажигания, изменён профиль кулачка распределительного вала для снижения износа. Изменено рулевое управление (цепная ручка газа и дюралюминиевые рычаги сцепления и тормоза);
- «Урал-2» М-63 (1963—1971) — рама с маятниковой подвеской заднего колеса на пружинно-гидравлических амортизаторах (позднее аналогичная подвеска введена на колесе коляски), значительно увеличен дорожный просвет за счёт внедрения новой выхлопной системы.
- «Урал-3» М-66 (1971—1975) — значительно модернизирован двигатель, мощность повысилась до 32 л.с. Увеличена долговечность двигателя за счёт полнопоточной очистки масла и применения новой конструкции коленчатого вала. На мотоцикле установлены указатели поворотов, новые фонари;
- «Урал» М-67 (1973—1976 годы) — применено двенадцативольтовое электрооборудование. Изменена конструкция рамы мотоцикла;
- «Урал» М-67-36 (1976—1984 годы) — за счёт изменения конструкции головок цилиндров, применения карбюраторов К-301Г с увеличенным диаметром диффузора и увеличения диаметра выхлопной системы мощность двигателя увеличена с 23,5 до 26,5 кВт. (36 л. с.). Убран правый указатель поворота на самом мотоцикле.
- «Урал» ИМЗ-8.103-30 (1985—1986[источник не указан 4512 дней]) — модернизирована рама и задняя подвеска, оптика, электрооборудование, устанавливался тормоз на колесо коляски, вместо двух глушителей устанавливался один с правой стороны, мощность двигателя 36 л. с.;
- «Урал» ИМЗ-8.103-10 (1987—1995) — отличался от предыдущей модели наличием задней передачи, несколько меньшими весом, шумностью и расходом топлива, мощность двигателя составляет 32 л. с.;
- «Урал» ИМЗ-8.103-40 «Турист» — оснащён рычажной передней вилкой; ветровым щитком; защитной дугой с левой стороны; новыми дисками с алюминиевой ступицей с одинаковыми спицами; багажником над запасным колесом. Часть модификаций не были установлены на все мотоциклы данной модели.
- «Урал» ИМЗ-8.123 «Соло» — одиночка на базе ИМЗ-8.103-10, мощность двигателя 40 л. с., 18-дюймовые колёса;
- «Урал» ИМЗ-8.1037 Gear-Up («Гирап») — оснащён подключаемым карданным приводом на колесо коляски и имеет военизированный дизайн.[4]
- «Урал» ИМЗ-8.1243 «Вояж»;
- «Урал» ИМЗ-8.1024 «Кобра»;
- «Урал» ИМЗ-8.1238 «Волк» (1999—2011 годы) — мотоцикл в стиле чоппер[5][6];
- «Урал» ИМЗ-8.1036 «Ретро»
- «Урал Патруль» — базируется на узлах модели Gear-Up и отличается от неё наличием множества хромированных элементов.
- «Урал Weekender SE» — внедорожная модель на базе Урал 2WD Gear-Up.[7]
- «Урал Ретро» M70 — был выпущен к семидесятилетию завода; базировался на узлах модели «Ретро»; отличался от неё отсутствием хромированных элементов и более утилитарным внешним видом.
- «Урал СиТи» — дорожный мотоцикл с заниженным дорожным просветом на 18-ти дюймовых колесах, с облегчённым весом и низким расположением коляски.[8]

### Спортивные мотоциклы
- М-35;

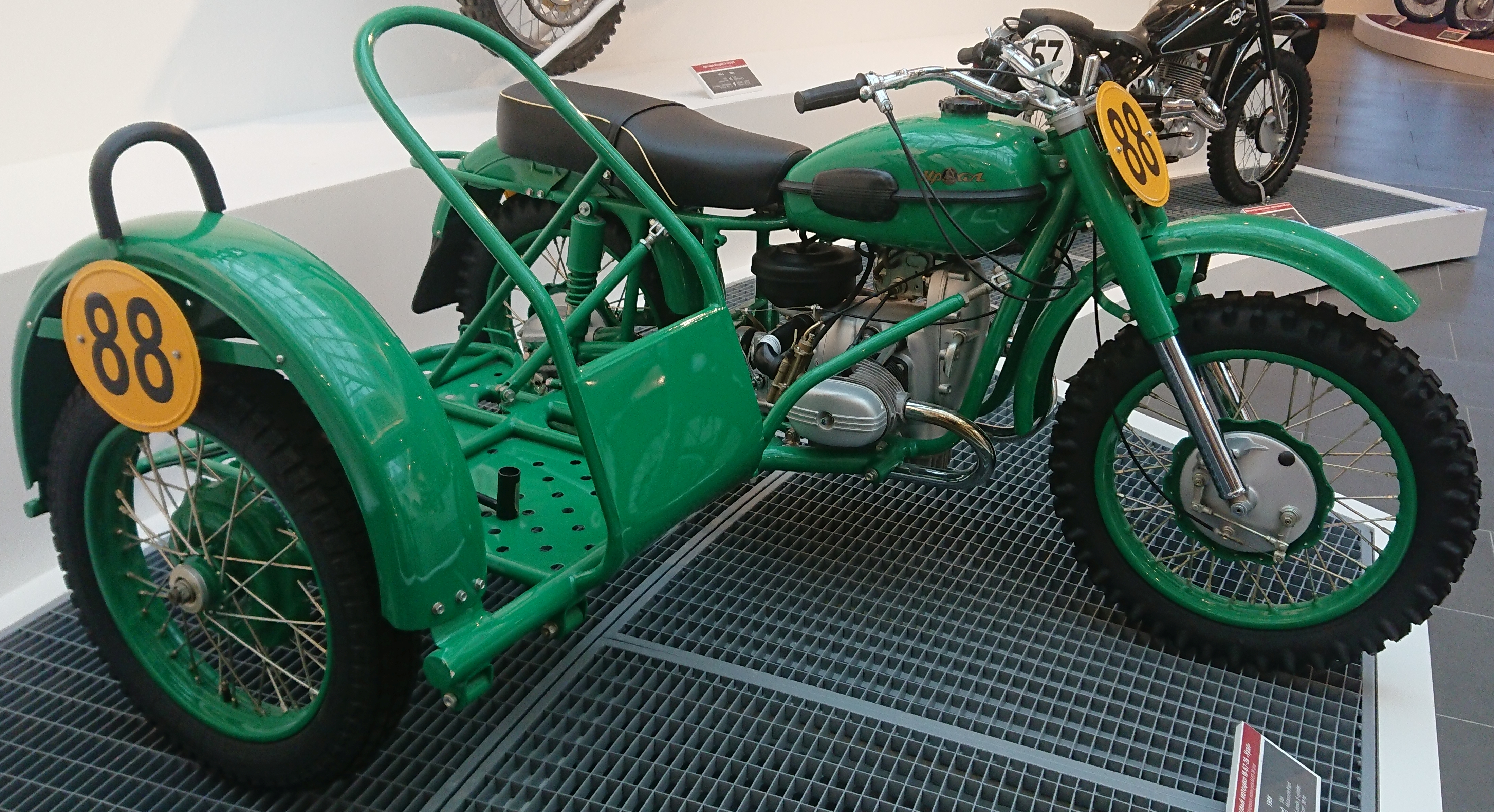
Кроссовый мотоцикл М-67-36 «Урал»

- М-52С для шоссейно-кольцевых гонок;
- М-52К для кроссовых соревнований;
- М-61К для кроссовых соревнований;
- М-62К для кроссовых соревнований;
- М-67-36 для кроссовых соревнований;
- М-75М;
- М-76;
- М-77 для шоссейно-кольцевых гонок.
- М-80;
- К-1000 для кроссовых соревнований;
- «Кросс» ИМЗ-8-201 для кроссовых соревнований.

### Спецтехника
- «Урал» ИМЗ-8.1233 Соло-ДПС — патрульный мотоцикл;
- «Урал» ИМЗ-8.1037 Gear-UP — военный мотоцикл, оснащённый пулемётом ПКМБ калибра 7,62 мм на штатной турели[9][10];
- «Урал» ИМЗ-8.1037 Gear-UP-ATGM — военный мотоцикл, носитель ПТРК «Конкурс-М». Пусковая установка с тепловизионным прицелом устанавливается на коляске мотоцикла на специальной турели. Боекомплект из двух ПТУР перевозится в боеукладке коляски. В походном положении пусковая установка и тепловизионный прицел размещаются в багажнике коляски. Масса контейнера с управляемой ракетой (без пусковой установки и тепловизионного прицела) составляет 26,5 кг; дальность стрельбы комплекса — 4000 м днём и 3500 м ночью; бронепробиваемость — 200—250 мм (сплошной стали)[11][12][13].

### Ограниченные серии
Для завода «ИМЗ» стало традицией делать ограниченные серии «Уралов» «Limited Edition» (сокращенно LE). Среди них:
- Sahara (2008)[14] — внедорожная модель на базе «Урал 2WD Gear-Up» в пустынной окраске. Выпущено 50 экземпляров, проданных на североамериканском рынке.
- Гжель Сахара (2009)[15] — разрисован под Гжель. Выпущен в единственном экземпляре.
- Taiga (2009)[16] — модель в честь крупнейшего северного лесного массива.
- Ямал (2012)[17] — тема ледокола «Ямал» с веслом. Выпущено 50 экземпляров.
- Gaucho Rambler (2013)[18] — ковбойская тема с тёплыми материалами и чайным набором.
- Mir (2014)[19][20] — тема станции «Мир». В качестве вспомогательного источника тока используется солнечная батарея. Выпущено 20 экземпляров.
- Dark Force (2015)[21] — тема «Звёздные войны» со световым мечом. Выпущено 25 экземпляров на базе «Урал СиТи».
- Ambassador (2017)[22] — представлен в честь 75-летия завода. Выпущено 20 экземпляров.
- Baikal (2017)[23] — внедорожная модель на базе «Урал 2WD Gear-Up». Базовая окраска — голубой металлик с оранжевыми элементами внутренней отделки. Комплектуется приводом на два колеса, фарой-искателем, канистрой, водонепроницаемой Bluetooth-колонкой, саперной лопаткой и топориком из высокоуглеродистой стали и походным набором канадского производства VSSL x Ural.
- Air (2018)[24] — тема воздухоплавания,  первый мотоцикл со встроенным беспилотным летательным аппаратом (квадрокоптером) DJI Spark, размещаемым в специальном доке в носовой части коляски.
- TRANSSIB (2018)[25] — модификация «Урал СиТи», выпущенная совместно ИМЗ и европейским дистрибьютором марки — австрийцем Харри Швайгхофером, продавалась исключительно в Евросоюзе. Идея создания принадлежит австрийцам, и в ее основе проведение параллели между комфортом перемещения в мягком вагоне знаменитого Транссибирского Экспресса и путешествием в коляске мотоцикла «Урал».

## Технические характеристики современных моделей

### Турист, Турист 2WD, Gear-UP, Тройка Люкс
|                                                    | Турист | Турист-2WD | Gear-UP | Тройка Люкс |
| -------------------------------------------------- | --- | --- | --- | --- |
| Модель:                                            | ИМЗ-8.1037 Турист | ИМЗ-8.1037 Турист-2WD | ИМЗ-8.1037 Gear-UP | ИМЗ-8.1037 Тройка Люкс |
| Габариты Д×Ш×В, мм:                                | 2580×1700×1100 | 2580×1700×780 | 2580×1700×780 | 2580×1700×1100 |
| Дорожный просвет, мм:                              | 125 | 125 | 125 | 125 |
| Сухая масса, кг:                                   | 350 | | | |
| Полная масса, кг:                                  | | ап | ап | |
| Топливный бак, л:                                  | 19 | 19 | 19 | 19 |
| Максимальная скорость, км/ч:                       | 105 | 105 | 105 | 105 |
| Расход топлива по городу, л/100 км:                | 6-7 | 6-7 | 6-7 | 6-7 |
| Расход топлива по трассе, л/100 км:                | 4-5 | 4-5 | 4-5 | 4-5 |
| Двигатель:                                         | 745 см³, 42 л. с., 4-тактный, 2 цилиндра, оппозитный OHV                                                                                               | 745 см³, 42 л. с., 4-тактный, 2 цилиндра, оппозитный OHV | 745 см³, 42 л. с., 4-тактный, 2 цилиндра, оппозитный OHV | 745 см³, 42 л. с., 4-тактный, 2 цилиндра, оппозитный OHV |
| Запуск:                                            | электростартер и кикстартер | электростартер и кикстартер | электростартер и кикстартер | электростартер и кикстартер |
| Система электрооборудования:                       | 12 В, генератор 500 Вт | 12 В, генератор 500 Вт | 12 В, генератор 500 Вт | 12 В, генератор 500 Вт |
| Система зажигания:                                 | контактная | контактная | контактная | контактная |
| КПП:                                               | 4-ступенчатая, с задним ходом | 4-ступенчатая, с задним ходом | 4-ступенчатая, с задним ходом | 4-ступенчатая, с задним ходом |
| Главная передача:                                  | карданная | карданная | карданная | карданная |
| Передаточные числа:                                | I — 3,6; II — 2,62; III — 1,61; IV — 1,3; Задн.ход.: 4,2                                                                                               | I — 3,6; II — 2,62; III — 1,61; IV — 1,3; Задн.ход.: 4,2 | I — 3,6; II — 2,62; III — 1,61; IV — 1,3; Задн.ход.: 4,2 | I — 3,6; II — 2,62; III — 1,61; IV — 1,3; Задн.ход.: 4,2 |
| Передаточное число главной передачи:               | 4,62 | 4,62 | 4,62 | 4,62 |
| Шины:                                              | 4,00х — 19" | 4,00х — 19" | 4,00х — 19" | 4,00х — 19" |
| Колёса:                                            | спицованные, крашеные, 19" | спицованные, хромированные, 19" | спицованные, крашеные, 19" | спицованные, хромированные, 19" |
| Тормоза:                                           | спереди — гидравлические, дисковые; сзади — барабанные                                                                                                 | спереди — гидравлические, дисковые; сзади — барабанные | спереди — гидравлические, дисковые; сзади — барабанные | спереди — гидравлические, дисковые; сзади — барабанные |
| Подвеска:                                          | спереди — рычажная с пружинно-гидравлическими амортизаторами; сзади — маятниковая с пружинно-гидравлическими амортизаторами, регулируемыми по нагрузке | спереди — рычажная с пружинно-гидравлическими амортизаторами; сзади — маятниковая с пружинно-гидравлическими амортизаторами, регулируемыми по нагрузке                                                 | спереди — рычажная с пружинно-гидравлическими амортизаторами; сзади — маятниковая с пружинно-гидравлическими амортизаторами, регулируемыми по нагрузке                           | спереди — телескопическая; сзади — маятниковая с пружинно-гидравлическими амортизаторами, регулируемыми по нагрузке                                                                                   |
| Сиденье:                                           | раздельное, с двойной регулировкой | сплошное | раздельное, с двойной регулировкой | сплошное |
| В комплектацию входит дополнительное оборудование: | Крашеный багажник на колесо коляски, грязезащитные щитки водителя, рукоятки пассажира, стояночный тормоз                                               | Хромированный багажник на колесо коляски, фара-искатель, грязезащитные щитки водителя, стекло на коляску, лопатка, канистра, хромированная защитная дуга водителя, хромированная защитная дуга коляски | Багажник на колесо коляски, фара-искатель, лопатка, канистра, грязезащитные щитки водителя, рукоятки пассажира, стояночный тормоз, защитная дуга водителя, защитная дуга коляски | Хромированный багажник на колесо коляски, хромированные ручки пассажира, велюровая обшивка коляски, кожаное кресло пассажира в коляске, стекло коляски, стояночный тормоз, дуга безопасности водителя |

### Ретро, Ретро-Соло, Волк, Соло-sT
|                                                    | Ретро | Ретро-Соло | Волк | Соло-sT |
| -------------------------------------------------- | --- | --- | --- | --- |
| Модель:                                            | РЕТРО | РЕТРО-СОЛО | ВОЛК | Соло-sT |
| Габариты Д×Ш×В, мм:                                | 2224×1630×1020 | 2224×840×1060 | 2530×850×1300 | н/д |
| Дорожный просвет, мм:                              | 140 | 115 | 115 | 125 |
| Сухая масса, кг:                                   | 343 | 220 | 260 | 198 |
| Полная масса, кг:                                  | 610 | 400 | 430 | н/д |
| Топливный бак, л:                                  | 19 | 19 | 19 | 19 |
| Максимальная скорость, км/ч:                       | 120 | 150 | 150 | 150 |
| Расход топлива по городу, л/100 км:                | 6-7 | 5-6 | 5-6 | 5-6 |
| Расход топлива по трассе, л/100 км:                | 4-5 | 4-5 | 4-5 | 4-5 |
| Двигатель:                                         | 745 см³, 42 л. с., 4-тактный, 2 цилиндра, оппозитный OHV                                                                     | 745 см³, 42 л. с., 4-тактный, 2 цилиндра, оппозитный OHV                                                            | 745 см³, 42 л. с., 4-тактный, 2 цилиндра, оппозитный OHV                                                            | 745 см³, 42 л. с., 4-тактный, 2 цилиндра, оппозитный OHV                                                            |
| Запуск:                                            | электростартер и кикстартер                                                                                                  | электростартер и кикстартер                                                                                         | электростартер и кикстартер                                                                                         | электростартер и кикстартер                                                                                         |
| Система электрооборудования:                       | 12 В, генератор 500 Вт | 12 В, генератор 500 Вт                                                                                              | 12 В, генератор 500 Вт                                                                                              | 12 В, генератор 500 Вт                                                                                              |
| Система зажигания:                                 | микропроцессорная | микропроцессорная                                                                                                   | микропроцессорная                                                                                                   | микропроцессорная                                                                                                   |
| КПП:                                               | 4-ступенчатая, с задним ходом                                                                                                | 4-ступенчатая, с задним ходом                                                                                       | 4-ступенчатая, с задним ходом                                                                                       | 4-ступенчатая, с задним ходом                                                                                       |
| Главная передача:                                  | карданная | карданная | карданная | карданная |
| Передаточные числа:                                | I — 3,6; II — 2,28; III — 1,56; IV — 1,19; Задн.ход.: 4,36                                                                   | I — 3,6; II — 2,28; III — 1,56; IV — 1,19; Задн.ход.: 4,36                                                          | I — 3,6; II — 2,28; III — 1,56; IV — 1,19; Задн.ход.: 4,36                                                          | I — 3,6; II — 2,28; III — 1,56; IV — 1,19; Задн.ход.: 4,36                                                          |
| Передаточное число главной передачи:               | 4,62 | 3,89 | 3,89 | 3,89 |
| Шины:                                              | 110/90-18" | 110/90-18" | передняя 90/90-18" задняя 130/90-16"                                                                                | передняя 3.50-18" задняя 4.00-18"                                                                                   |
| Колёса:                                            | спицованные, хромированные, 18"                                                                                              | спицованные, хромированные, 18"                                                                                     | спицованные, хромированные                                                                                          | спицованные, хромированные, 18"                                                                                     |
| Тормоза:                                           | спереди — гидравлические, дисковые; сзади — барабанные                                                                       | спереди — гидравлические, дисковые; сзади — барабанные                                                              | спереди — гидравлические, дисковые; сзади — гидравлические, дисковые                                                | спереди — гидравлические, дисковые; сзади — гидравлические, дисковые                                                |
| Подвеска:                                          | спереди — телескопическая; сзади — маятниковая с пружинно-гидравлическими амортизаторами, регулируемыми по нагрузке          | спереди — телескопическая; сзади — маятниковая с пружинно-гидравлическими амортизаторами, регулируемыми по нагрузке | спереди — телескопическая; сзади — маятниковая с пружинно-гидравлическими амортизаторами, регулируемыми по нагрузке | спереди — телескопическая; сзади — маятниковая с пружинно-гидравлическими амортизаторами, регулируемыми по нагрузке |
| Сиденье:                                           | раздельное, с двойной регулировкой                                                                                           | раздельное, с двойной регулировкой                                                                                  | раздельное | раздельное |
| В комплектацию входит дополнительное оборудование: | Велюровая обшивка коляски, кожаное кресло пассажира в коляске, стекло коляски, стояночный тормоз, дуга безопасности водителя | Дуги безопасности водителя                                                                                          | | |

## «Урал» как мировой бренд

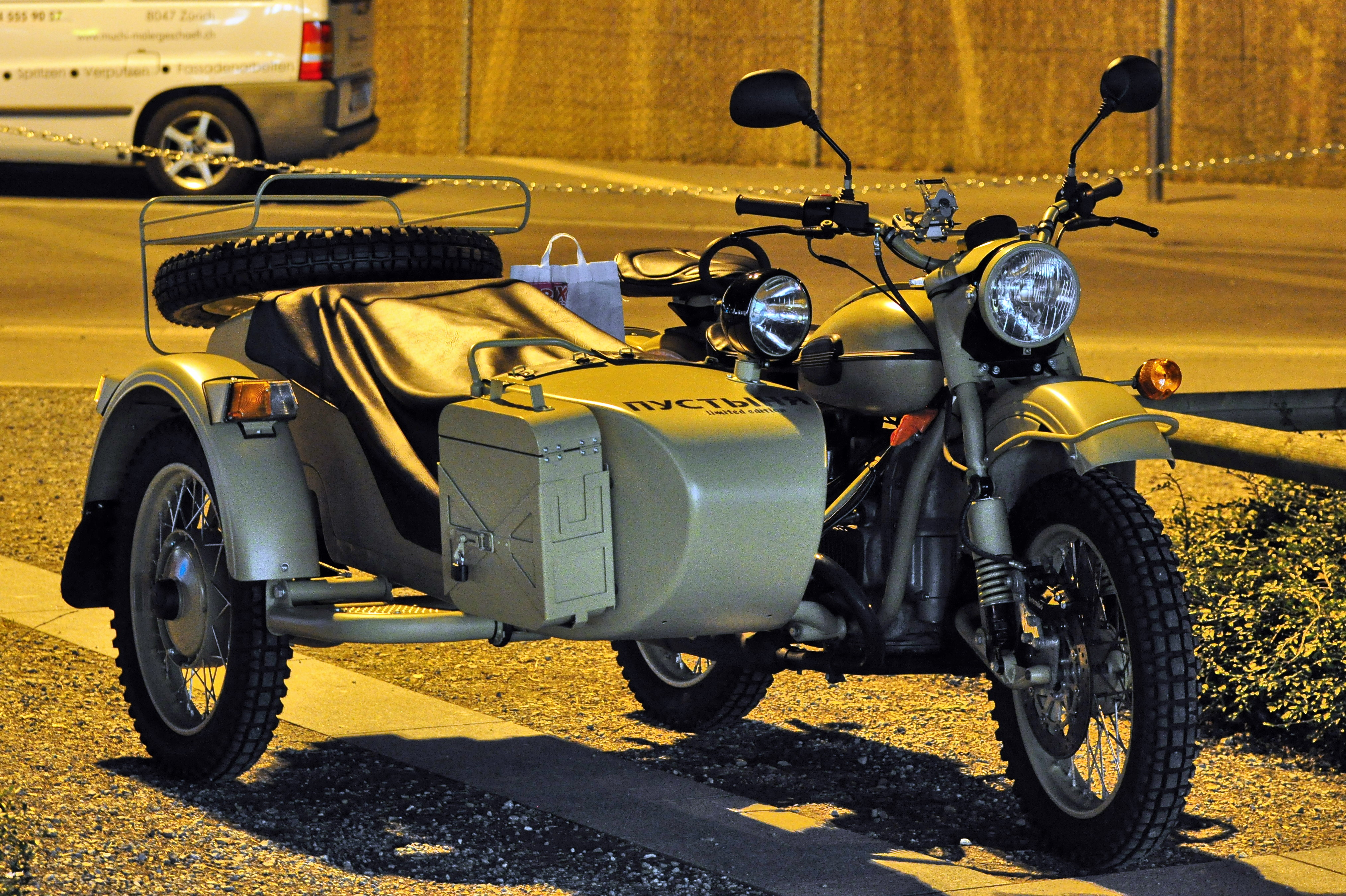
Мотоцикл с коляской «Урал» в Швейцарии. 2011 год

В настоящее время всего лишь 3 % выпускаемых мотоциклов «Урал» продаются в России и СНГ. Основным рынком сбыта для ИМЗ являются США, страны ЕС, Канада, Австралия, куда предприятие экспортирует до 97 % производимых мотоциклов. Перспективными рынками являются Япония и Корея, так как в этих странах есть спрос и нет конкурентов для моделей с коляской (боковым прицепом).
Внешний облик и многие технические решения мотоцикла восходят к разработкам довоенной Германии. Большинство мотоциклов продаются в версии с коляской.
Вследствие обвала спроса на мотоциклы в начале 1990-х годов предприятие перешло с полного цикла производства на OEM-производство. В последние годы[когда?] был внесён ряд изменений в конструкцию и комплектацию мотоциклов, призванных существенно улучшить надёжность и потребительские качества мотоцикла. По состоянию на 2011 год серийные мотоциклы «Урал» оснащаются следующими комплектующими иностранного производства:
- телескопическая передняя вилка Marzocchi (Италия);
- гидравлические амортизаторы Sachs (Германия);
- дисковые тормоза Brembo (Италия);
- карбюраторы Keihin (Япония);
- бензокран TAIYO GIKEN (Япония);
- электронное зажигание Ducati Energia (Италия);
- генератор Denso (Япония);
- аккумулятор YUASA;
- свечи и высоковольтные провода NGK-Ducati (Италия);
- шестерни (маслонасоса, ГРМ, КПП) и валы КПП Herzog (Германия);
- подшипники КПП, двигателя, рулевой колонки и колёс SKF (Швеция);
- манжеты NAK (Тайвань);
- провода для мотоциклов с коляской ELECTREX (США);
- топливные шланги SEMPERIT (Австрия);
- звуковой сигнал LEB (Италия).

Несмотря на модернизацию, мотоциклы «Урал» практически не пользуются спросом в России вследствие высокой цены (500 000—650 000 рублей по состоянию на 2016 год). Высокая цена мотоциклов объясняется широким использованием иностранных комплектующих и малым объёмом производства (сократившееся с 130 000 в 1990 году до 800 мотоциклов в 2010 году), что негативно сказывается на себестоимости продукции. По состоянию на 2011 год на предприятии работало 155 человек, из которых 145 — на ИМЗ.
В настоящее время[когда?] самым крупным рынком для мотоциклов «Урал» является США, где ИМЗ имеет развитую дилерскую сеть (58 дилеров) и до начала мирового кризиса продавал около 650 мотоциклов с коляской в год (около 60 % выпуска). В 2010 году ИМЗ продал на 39 % больше мотоциклов в США, чем в предыдущем году, в то время как спрос в России продолжает сокращаться. В России было продано всего 20 из 800 выпущенных мотоциклов в 2010 году. ИМЗ запланировал построить и продать 1100 мотоциклов по цене $9 999-13 999 в 2011 году.
В ноябре 2011 года Ирбитский мотоциклетный завод отметил своё 70-летие. В честь памятной даты были выпущены две юбилейные модификации мотоцикла: M70 Sidecar (30 мотоциклов) и M70 Solo (10 мотоциклов) по цене $14 200 и $9 150 соответственно.

## Интересные факты
- В 2002 году Республиканская гвардия Ирака заказала 2000 мотоциклов «Урал» с колясками для осуществления своей оборонительной стратегии, основанной на тактике высокой мобильности[34]. Официально мотоциклы предназначались для иракского Министерства здравоохранения и Министерства сельского хозяйства. Было поставлено около 1500 мотоциклов до начала войны в Ираке в рамках программы «Нефть в обмен на продовольствие», вызвавших большую заинтересованность среди военных и населения[35]. Однако после свержения режима Саддама Хусейна Государственная транспортная компания Ирака, заключившая договор о поставках мотоциклов, вынуждена была искать других покупателей. По словам иракцев мотоциклы с коляской хорошо приспособлены для передвижения по городу и бездорожью. В связи с непрекращающимся насилием и опасностью попасть в любой момент под обстрел на улице, иракцы приваривают дополнительную защиту на уязвимые места и коляску «Уралов» и устанавливают на мотоцикл пулемёт. Представители американского командования в Ираке не раз выражали обеспокоенность в связи с появлением таких мотоциклов с пулемётами у иракских повстанцев[35].
- В съёмках фильма «Призрачный гонщик 2» принял участие российский мотоцикл Урал нового поколения[36].
- В декабре 2013 года на последнем этапе эстафеты олимпийского огня зимних олимпийских игр 2014 года в городе Каменск-Уральский 11-кратный чемпион России по мотокроссу Евгений Щербинин провёз факел на мотоцикле «Урал»[37], а 8 февраля 2014 года 20 мотоциклов «Урал» приняли участие в церемонии открытия Олимпийских игр в Сочи[38].
- В ноябре 2018 под брендом «Урал» был представлен прототип[39] - электрического мотоцикла «Урал» с коляской. Прототип создан на базе существующего шасси с приводом на одно колесо. Мотор, батарея, контроллер и другие компоненты - от известного американского производителя электробайков Zero Motorcycles. Позднее руководство производителя раскрыло некоторые планы по поводу электрического проекта.